# Maerkelotritia krivolutskyi
Maerkelotritia krivolutskyi är en kvalsterart som beskrevs av Johann Christian Friedrich Märkel 1968. Maerkelotritia krivolutskyi ingår i släktet Maerkelotritia och familjen Oribotritiidae.

## Underarter
Arten delas in i följande underarter:
- M. k. krivolutskyi
- M. k. mongolica